# Hedebyklokken
Hedebyklokken er Nordens ældste bevarede kirkeklokke. Klokken er dateret til omkring år 950. Allerede i 948 blev Hedeby bispesæde.
Klokken blev opdaget ved en arkæologisk udgravning i 1978. Klokken befandt sig i vandet ud for Hedeby, hvor byens havn lå i vikingetiden. Den velbevarede klokke er i dag en del af udstillingen i Hedebymuseet. En kopi kan ses på klokkemuseet ved Jels. 
Hedebyklokken var dog ikke den første kirkeklokke i Hedeby. Allerede i 854 gav Horik 2. indbyggerne i Hedeby tilladelse til at ringe med en kirkeklokke. Resterne af denne klokke dannede i 1998 grundlag for rekonstruktion af den såkaldte Ansgar-klokke. 
Allerede i 829 gav kong Horik 1. tilladelse til at bygge Danmarks første kirke ved Hedeby. Kirkerne blev dengang udelukkende bygget af træ og kirkeklokkerne var placeret i et trætårn ved siden af kirkerne, fordi kirkerne ikke kunne bære sådan en tung klokke. Det gjaldt formodentlig også for Hedebyklokken.

## Eksterne links
- Wikimedia Commons har flere filer relateret til Hedebyklokken
- Dansk Klokkemuseum
- Kristendom.dk: Kend din kirkeklokke Arkiveret 11. januar 2010 hos  Wayback Machine